# Cradlesong
Cradlesong è il secondo album discografico in studio da solista del cantautore statunitense Rob Thomas (già frontman dei Matchbox Twenty), pubblicato nel 2009. 

## Tracce
Tutte le tracce sono di Rob Thomas tranne dove indicato.
1. Her Diamonds – 4:38
2. Gasoline – 3:55
3. Give Me the Meltdown – 3:12 (Thomas, Matt Serletic)
4. Someday – 4:07 (Thomas, Serletic, Shy Carter)
5. Mockingbird – 4:00
6. Real World '09 – 2:45 (Thomas, Serletic, Nellee Hooper)
7. Fire on the Mountain – 5:09
8. Hard on You – 2:42
9. Still Ain't Over You – 3:09
10. Natural – 4:48 (Thomas, Serletic)
11. Snowblind – 3:53
12. Wonderful – 3:28
13. Cradlesong – 4:13
14. Getting Late – 3:27